# Ljubomir Epitropov
Ljubomir Epitropov (bulgariska: Любомир Епитропов), född 27 april 1999 i Veliko Tărnovo, är en bulgarisk simmare.

## Karriär
Vid EM 2024 i Belgrad tog Epitropov delat guld med svenske Erik Persson på 200 meter bröstsim.